# リドレー

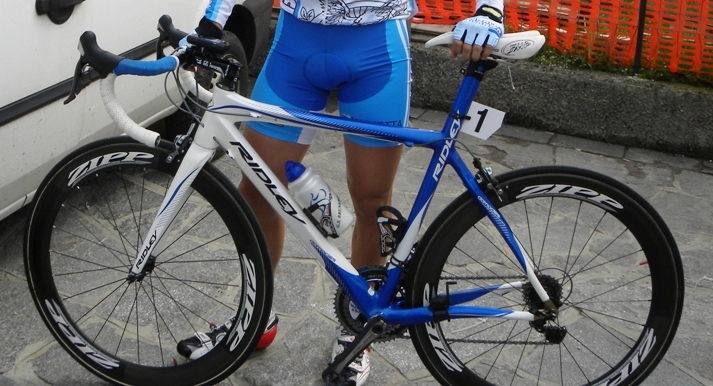
リドレー製のロードバイク

リドレー（Ridley）は、ベルギーの自転車メーカーである。

## ヨーキム・アールツとリドレー設立
ベルギー北部のフランデレン地方に生まれたヨーキム・アールツ (Jochim Aerts) は12歳より自転車でレースを始めた。ヨーキムには10歳年上の兄ステファン・アールツがおり、ヨーキムが4歳のときにステファンが自転車レースを始めた影響が強かったとされる。一方、ヨーキムの父親ジョシム・アールツは1990年に塗装会社を創業していた。ヨーキムはシクロクロスバイクやロードバイクレースで活躍し、ジュニアクラスで30回表彰台に登るなどした。しかし18歳になったヨーキムは自転車レースの成績に自分の限界を感じ引退。電気工学を学んだ経験を生かして、家族と共に自転車の制作に注力するようになる。これが自転車メーカーの「リドレー」の始まりである。メーカーの名の「リドレー」は、ヨーキムが映画監督のリドリー・スコットのファンだったことに由来している。またどこの言語の人でも発音しやすい名称であることより採用された。1996年に会社として設立され、ヨーキムが社長に就任した。ヨーキムはベルギー屈指の自転車メーカーを育てた功績が認められ、2011年にベルギーのリンブルフ州で若手実業家のマン・オブ・ザ・イヤーに選ばれた。2人の息子と1人の娘がおり、子供たちの名前はリドレー社の製品にも反映されている。2012年6月で41歳となる。

## リドレーの躍進
設立当初のリドレーの主な仕事は、兄が働いていたビオレーサーのフレーム塗装と組立の下請けであった。リドレーが設立された当時はスチールパイプを使用した競技用自転車が大半であり、軽量な製品が求められていた。リドレーは元前の塗装技術を生かして、他社製品の塗装工程を担い、また新たに自社開発の新製品を積極的に投入した。プロレースにはまずシクロクロスバイクを投入し、その集大成として2005年に誕生したのがフルカーボン製フレームの「Xナイト」である。リドレーは10年間のうちに、シクロクロスの世界選手権を7回制した。2007年のツール・ド・フランスではリドレーに乗るオーストラリア出身のカデル・エヴァンスが優勝争いで大接戦を演じた(結果は2位に終わる)。さらにエバンスがその年の世界ランキング1位に君臨したことで、リドレーはロードバイクの分野においてもトップブランドの1つして認識されるようになった。2010年本社はハッセルト郊外のパール・ベーリンゲンの12000平方メートルの敷地に移転した。2012年には世界40カ国に輸出された。2013年モデルでは女性専用に開発されたロードバイクや、超軽量モデル(フレーム単体で750ｇ）、フォーク一体型ブレーキ（F-Brake）、フレームに貼られる微粒子状サーファステープによる空気抵抗低減技術などを独自開発して市場投入している。

## 製品の特徴
ベルギーには荒れた路面や砂地が多い。そのような条件でも故障せず、速く走れるように機能が追及されており、個性的なラインナップだとされている。1996年の会社設立以来、短期間で数多くの勝利を獲得した。ロードバイクの開発では、アンドレ・グライペルやユルヘン・ファンデンブルックの意見が大きく採用されているが、シクロクロスバイクの開発においてもトップレーサーとの共同開発が行われており、会社としてもシクロクロスの分野を重要視している。高度な塗装技術も特徴の一つで、複雑なマスキングテープをコンピューター制御で作成し、複雑な手作業で塗装が行われている。このためリドレーの生産台数は年間3万台と大手メーカーのような大規模生産に至っていない。